# پلیو
پلیو (به ایتالیایی: Peglio) یک کومونه در ایتالیا است که در استان کومو واقع شده‌است. پلیو ۱۰٫۸ کیلومتر مربع مساحت و ۲۰۹ نفر جمعیت دارد.